# 平忠盛
平 忠盛（たいら の ただもり）は、平安時代後期から末期の武将。平清盛の父。烏帽子親は義兄の源義忠。
伊勢平氏で初めて昇殿を許された。北面武士・追討使として白河院政・鳥羽院政の武力的支柱の役割を果たすとともに、諸国の受領を歴任し、日宋貿易にも従事して莫大な富を蓄えた。その武力と財力は次代に引き継がれ、後の平氏政権の礎となった。歌人としても知られ、家集『平忠盛集』がある。

## 生涯

### 白河院政期
父の正盛は白河法皇に北面武士として仕え、源義親の追討で武名を上げた。一方で源義忠に息女を娶わせるなど、先行の軍事貴族である河内源氏とも連携を図り、義忠は忠盛の烏帽子親となっている。義忠死後に河内源氏が衰退するのと入れ替わるように、伊勢平氏は源氏の与党を従わせつつ勢力を伸ばしていった。
天仁元年（1108年）、忠盛は13歳で左衛門少尉となり、天永2年（1111年）には検非違使を兼帯して、京の治安維持に従事した。天永4年（1113年）には盗賊の夏焼大夫を追捕した功で従五位下に叙される。同年の永久の強訴では父とともに宇治に出動して興福寺の大衆の入京を阻止している。永久2年（1114年）、白河院の寵妃・祇園女御に鮮鳥を献上し、父に続いてこの女御に仕えた。その後、検非違使の任を離れ伯耆守となり、右馬権頭も兼任する。
永久5年（1117年）、鳥羽天皇に入内した藤原璋子（待賢門院）の政所別当となる。他の別当には藤原長実や藤原顕隆など白河法皇の有力な近臣が名を連ねており、法皇の信頼の厚さがうかがえる。元永2年（1119年）11月14日の賀茂臨時祭では新舞人に選ばれ、その華やかな装いは「道に光花を施し、万事耳目を驚かす。誠に希代の勝事なり」と周囲を驚嘆させた。保安元年（1120年）に越前守に転任するが、在任中に越前国敦賀郡で殺人事件が起こり、犯人の日吉社神人を逮捕して検非違使に引き渡す途中で、延暦寺の悪僧が犯人の身柄を奪取するという事件が発生する。朝廷が悪僧を捕らえたことで延暦寺の強訴に発展するが、白河法皇は忠盛を擁護した。この頃に院の昇殿を許され、藤原宗子（池禅尼）を正室とする。
大治2年（1127年）、従四位下に叙され、備前守となる。さらに左馬権頭を兼任し、院の牛馬の管理を行う院御厩司となった。馬寮と院御厩は職務内容が共通するため兼任は自然なことであったが、戦闘における騎馬の重要性の観点からすれば、軍事貴族である忠盛にとっては大いに意義のあるものだった。大治4年（1129年）3月、忠盛は山陽道・南海道の海賊追討使に抜擢される。これは、正式な宣旨ではなく院宣と検非違使別当宣（別当は待賢門院の兄・三条実行）によるものであり、白河法皇の強引な引き立てだったと考えられる。それから間もなくの7月7日、白河法皇が77歳で崩御した。忠盛は法皇の葬儀で他の近臣とともに入棺役を務め、山作所（火葬場）の設営も担当した。

### 鳥羽院政期
鳥羽上皇が院政を開始すると、忠盛は御給により正四位下に叙される。白河院近臣の多くは鳥羽院近臣に横滑りし、忠盛も鳥羽上皇および待賢門院の北面となる。院御厩司の職務もそのまま継続が認められた。白河法皇が崩御して程なく、死んだと思われていた源義親を名乗る者が京に出現して藤原忠実の邸に保護されていたが、何者かに襲撃され殺害されるという事件が起こる。忠盛にも嫌疑がかけられたが、真犯人が美濃源氏の源光信と判明したことで事無きを得た。
天承2年（1132年）、上皇勅願の観音堂である得長寿院造営の落慶供養に際して、千体観音を寄進する。その功績により内昇殿を許可された。『平家物語』では武士である忠盛が殿上人となったことを憎んだ公卿たちによる闇討ちが企てられるが、忠盛は銀箔の木刀によって公卿たちを脅す機転によって防ぎ、鳥羽上皇から賞される（殿上闇討）。また、鳥羽上皇の前で舞を披露した際、忠盛が斜視（すがめ）だったことから、公卿たちに伊勢の特産品「酢瓶の瓶子」と囃し立てられたが、見事な舞踏を演じて逆に賞されたという話も残っている。なお、内昇殿は武士では摂関期の源頼光の例があるものの、この当時では破格の待遇だった。中御門宗忠は「この人の昇殿猶未曾有の事なり」と評した。
やがて鳥羽法皇の寵愛が藤原得子（美福門院）に移り藤原家成が院近臣筆頭の地位を確立すると、忠盛は妻の宗子が家成の従兄弟であったことから親密な関係を築いていく。鳥羽院政期になると荘園整理が全く実施されなくなったため、各地で荘園は爆発的に増加した。忠盛も受領として荘園の設立に関与し、院領荘園の管理も任されるようになった。肥前国神埼荘の預所となった忠盛は、長承2年（1133年）宋人・周新の船が来航すると院宣と称して、荘園内での大宰府の臨検を排除しようとした。日宋貿易は民間で活発に行われ博多には宋人が居住し、越前国の敦賀まで宋船が来航することもあった。忠盛は越前守在任中に日宋貿易の巨利に目を付け、西国方面への進出を指向するようになったと思われる。
保延元年（1135年）、中務大輔に任じられる。この頃、日宋貿易につながる海上交通ルート・瀬戸内海は、海賊の跋扈が大きな問題となっていた。これらの海賊は、有力な在地領主、神人・供御人の特権を得た沿岸住民などが経済活動の合間に略奪しているケースが多く、国衙の力だけでは追討が困難だった。4月8日、西海の海賊追討について忠盛と源為義のどちらが適当か議論となったが、備前守を務めた経験を買われ、「西海に有勢の聞こえあり」という理由で忠盛が追討使に任じられる。8月には日高禅師を首領とする70名の海賊を連行して京に凱旋した。もっともその多くは忠盛の家人でない者を賊に仕立てていたという。忠盛は降伏した海賊（在地領主）を自らの家人に組織化した。
その後、美作守に任じられる。保延5年（1139年）、別当・隆覚の停任を求めて興福寺衆徒が強訴を起こすと、宇治に出動して入京を阻止した。天養元年（1144年）、正四位上に叙され尾張守となった。忠盛は鳥羽院庁の四位別当としても活動した。同僚の藤原忠隆は貴族でありながら乗馬の達人で意気投合するところがあったのか、忠隆の子・隆教は忠盛の娘を妻に迎えている。なお、忠隆の妻・栄子は崇徳上皇の乳母であり、忠盛の妻・宗子は崇徳上皇の子・重仁親王の乳母だった。鳥羽法皇が和歌に熱心でなかったことから、当時の歌壇は崇徳上皇を中心に展開していた。忠盛自身も和歌に通じ、たびたび崇徳主催の歌会に参加した。崇徳にとって忠盛はもっとも頼りにできる人物だった。
久安2年（1146年）、忠盛は播磨守に任じられる。播磨守は受領の最高峰といえる地位であり、受領から公卿への昇進も間近となった。ところが、翌久安3年（1147年）6月15日、清盛の郎党が祇園社神人と小競り合いとなり、多数の負傷者が出る騒ぎとなる（祇園闘乱事件）。忠盛はすぐに下手人を検非違使庁に引き渡すが、祇園社の本寺である延暦寺は納得せず、忠盛・清盛の配流を求めて強訴を起こした。忠盛にとっては大きな危機だったが、鳥羽法皇は忠盛の有する軍事的・経済的実力を重視して延暦寺の要求を斥けた。事件後、忠盛は伊勢の自領を祇園社に寄進して関係修復を図っている。
久安4年（1148年）、藤原忠隆が公卿に昇進すると忠盛は四位の最上位者となり、翌久安5年（1149年）には忠隆の後任として内蔵頭となった。同年3月、熊野詣の途中で次男の家盛が急逝するという不幸に見舞われる。忠盛は家盛の死を嘆き、哀傷歌を遺している。仁平元年（1151年）、刑部卿となる。この時、鳥羽法皇に意見を求められた藤原頼長は「生まれは卑しいものの、正四位上・内蔵頭・播磨守を歴任しているので問題はない」という見解を示した。
仁平3年（1153年）、忠盛は公卿昇進を目前としながら58歳で死去する。頼長は『宇槐記抄』にて「数国の吏を経、富巨万を累ね、奴僕国に満ち、武威人にすぐ。人となり恭倹、いまだかつて奢侈の行いあらず、時人これを惜しむ」とその死を悼んだ。

## 経歴
※日付＝旧暦
- 天仁元年（1108年）8月29日：左衛門少尉
- 天永2年（1111年）：検非違使を兼帯
- 天永4年（1113年）3月：従五位下に叙位。検非違使・左衛門少尉如元
- 永久5年（1117年）11月26日以前：伯耆守。右馬権頭も兼任
- 保安元年（1120年）11月25日：越前守
- 大治2年（1127年）
  - 正月5日（推定）：従四位下
  - 12月20日：備前守。左馬権頭も兼任（左馬権頭にいつ任じられたかは不明）
- 大治4年（1129年）正月6日（推定）：従四位上。備前守如元（左馬権頭を兼任したかは不明）
- 大治5年（1130年）正月7日：正四位下。備前守如元（左馬権頭を兼任したかは不明）
- 天承2年（1132年）
  - 正月19日：備前守重任
  - 3月13日：内昇殿を許される
- 長承4年（1135年）
  - 4月：中務大輔に転任
  - 4月8日：海賊追討の命を受ける
- 保延2年（1136年）2月11日以前：美作守。中務大輔如元（康治3年（1144年）正月24日まで美作守の在任が確認できる）
- 天養元年（1144年）
  - 9月29日以前：尾張守。右京大夫も兼任
  - 10月28日：正四位上。尾張守・右京大夫如元
- 久安元年（1145年）10月24日以前：播磨守。右京大夫も兼任（久安2年（1146年）4月29日まで右京大夫の在任が確認できる）
- 久安4年（1148年）：鳥羽院執事別当
- 久安5年（1149年）
  - 4月3日：播磨守重任
  - 8月28日：内蔵頭を兼任
- 仁平元年（1151年）2月2日：刑部卿に転任。内蔵頭如元
- 仁平2年（1152年）3月：内蔵頭を辞任
- 仁平3年（1153年）
  - 正月13日：刑部卿を辞任
  - 正月15日：卒去

※宮崎康充『国司補任』（続群書類従完成会）や『中右記』等参照。

## 系譜
- 父：平正盛（?-1121?）
- 母：不詳
- 正室：藤原宗子（1104?-1164?） - 藤原宗兼娘
  - 次男：平家盛（1123?-1149）
  - 五男：平頼盛（1133-1186）
- 妻：祇園女御の妹? - 清盛の生母?
  - 嫡男：平清盛（1118-1181） - 白河院の猶子?
- 妻：源信雅の娘
  - 三男：平経盛（1124?-1185）
- 妻：待賢門院女房 - 藤原家隆の娘
  - 四男：平教盛（1128-1185）
- 妻：藤原為忠の娘
  - 六男：平忠度（1144-1184） - 良岑高成の娘の子とも
  - 女子：源雅重室
- 妻：良岑高成の娘
- 生母不明の子女
  - 男子：平忠重
  - 女子：藤原親政室
  - 女子：源有房室
  - 女子：藤原隆教室
  - 女子：藤原顕時室

## 画像集

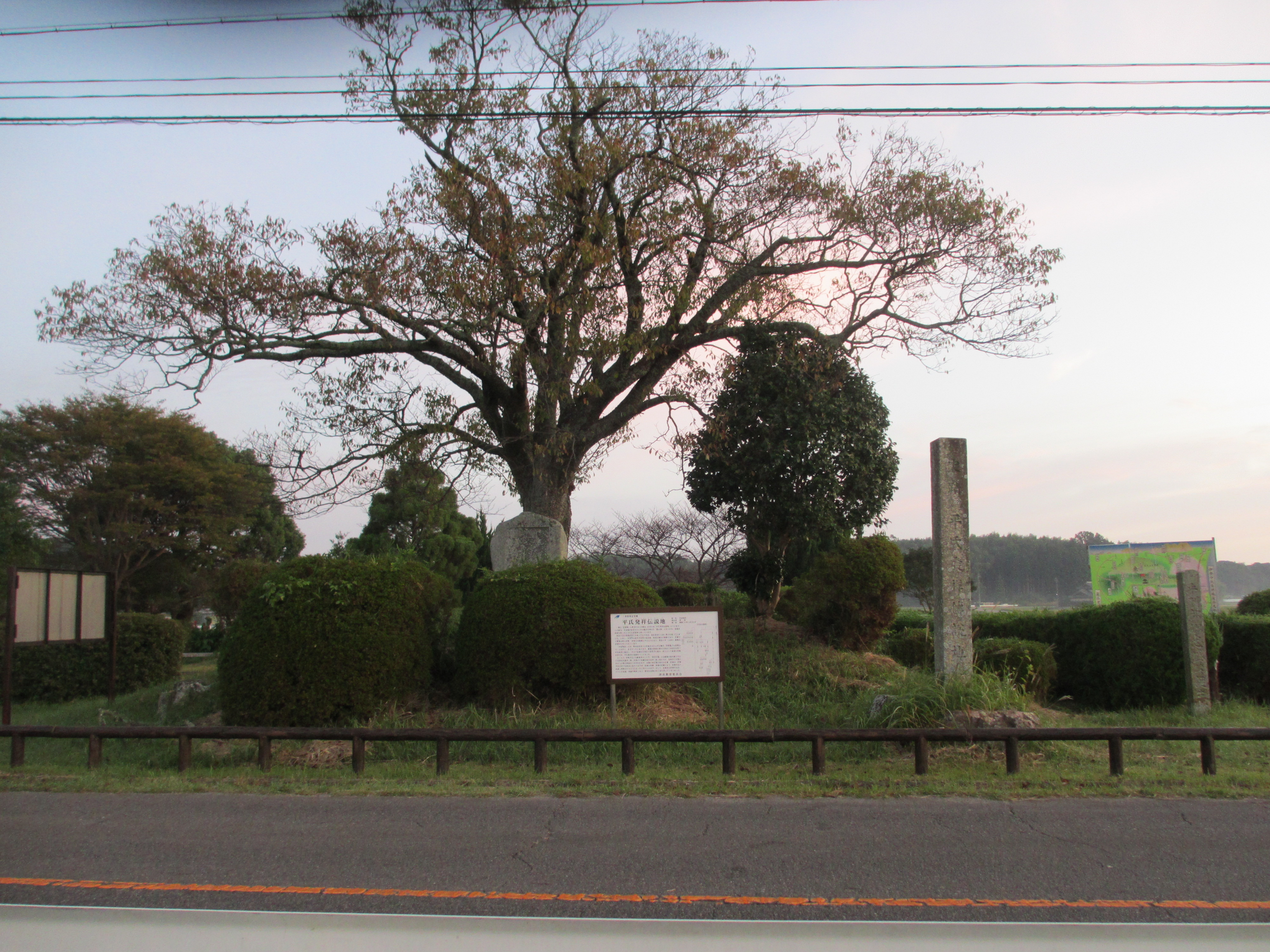
忠盛塚（津市）（三重県津市産品1437‐1平氏発祥伝説地碑有り）
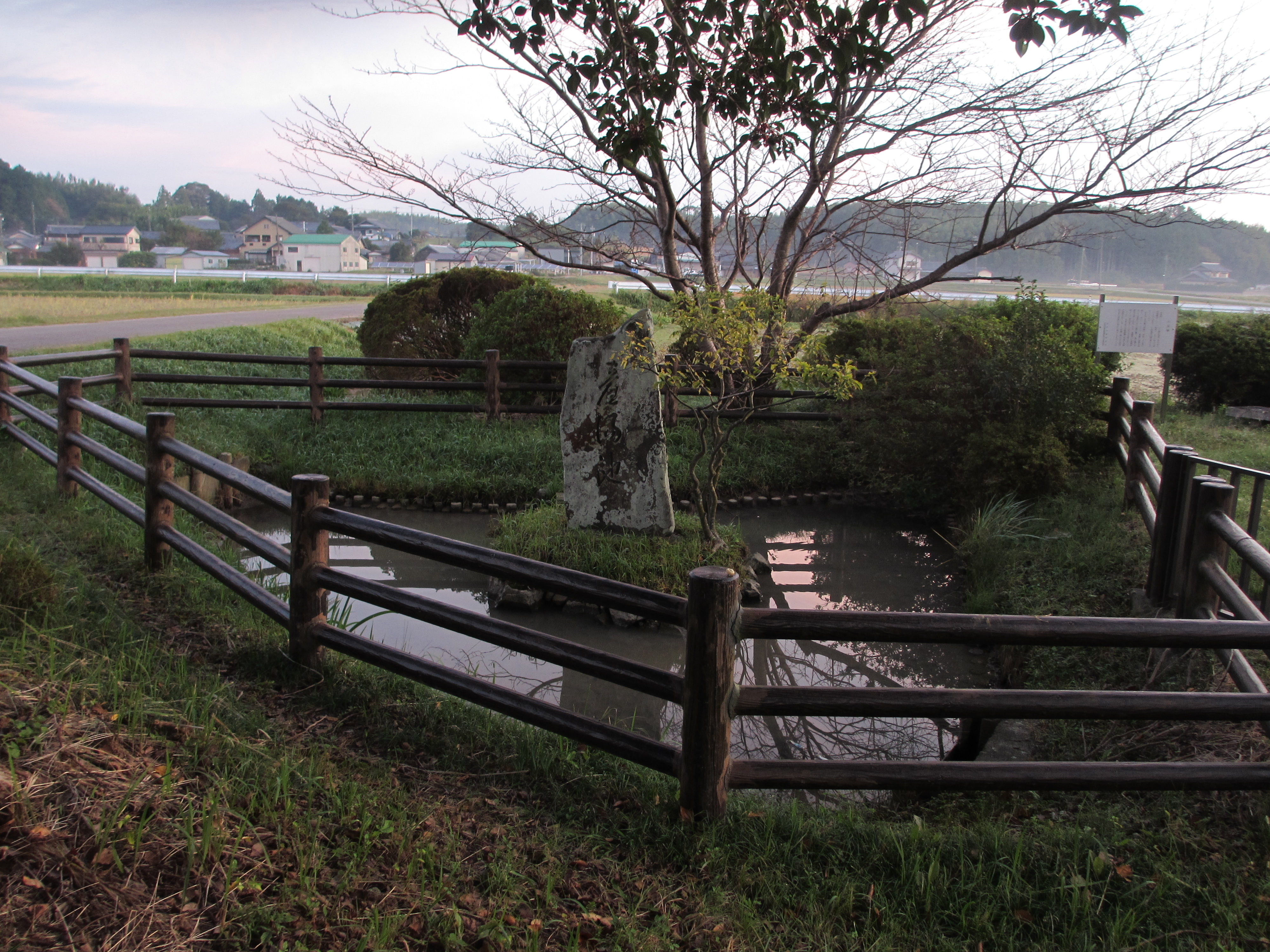
胞衣塚（忠盛塚）（手前は産湯池）
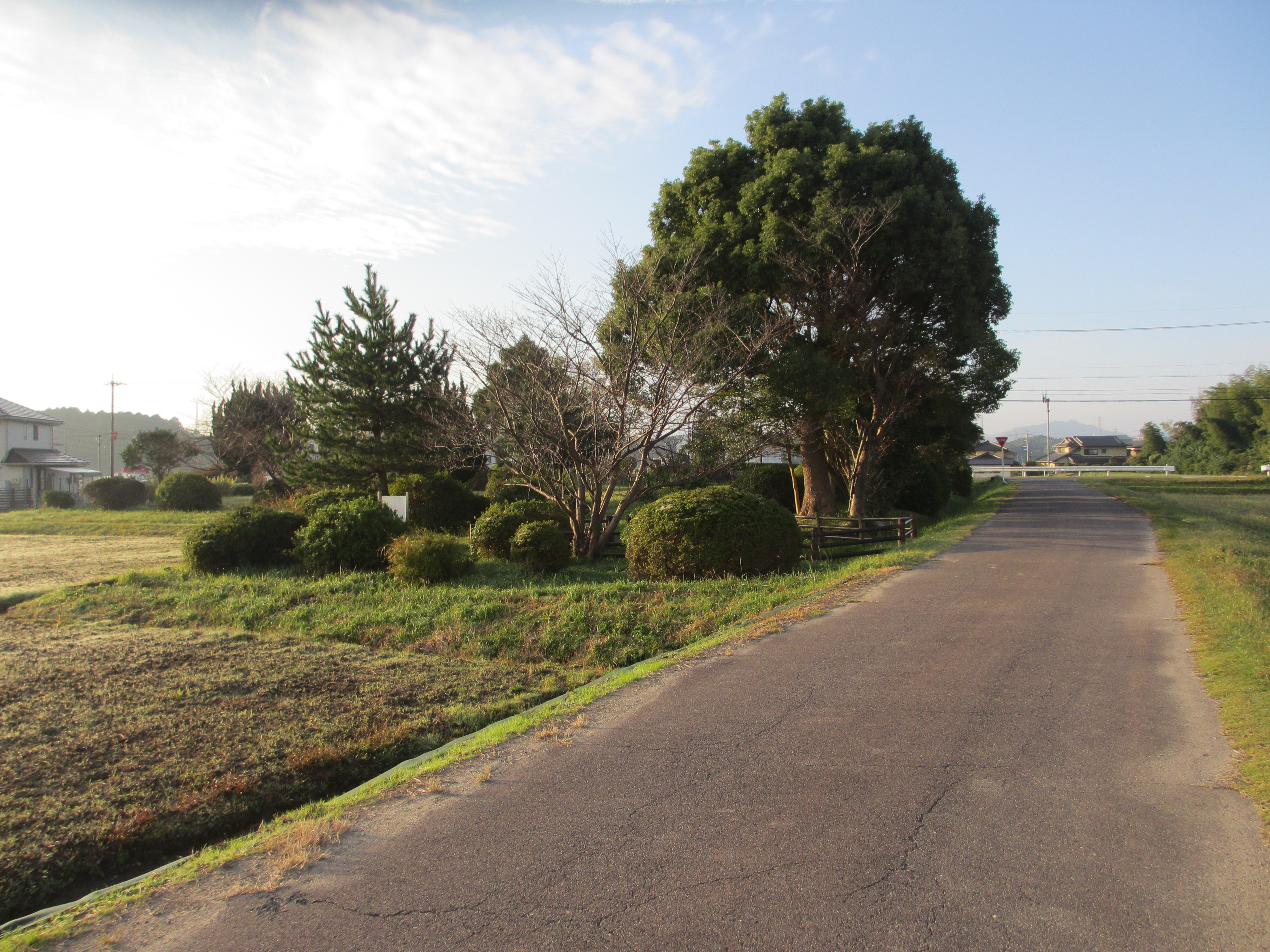
忠盛塚（津市）後方（農道方面から撮影）